# Koalitionen
Koalititionen var en allians mellan de oppositionella mot Karl XIV Johan och dennes konservativa regim, som etablerades 1839 men ganska snart kom att falla sönder.
Ledande i koalitionen var riddarhusoppositionens Carl Henrik Anckarsvärd, hos vilken ett stort sammanträde ägde rum i mars 1839, och presidenten i Bergskollegium Carl Johan af Nordin, som tidigare varit en av Karl XIV Johans främsta medarbetare men kommit i motsatsställning till denne och i augusti 1839 lämnade sin post. Vidare medverkade publicisterna Lars Johan Hierta och Anders Lindeberg, som båda tillhörde den borgerliga oppositionen, med vilken Anckarsvärd var nära lierad, och den 1838 avgångne överståthållaren Jakob Wilhelm Sprengtporten, som i likhet med af Nordin företrädde en mera aristokratisk riktning. Förhandlingarna, som var löst organiserade och föga kända, gällde oppositionens uppträdande under den stundande Riksdagen 1840–1841 och verkar snarast ha avsett att åstadkomma en regeringskris, genom riksrättsåtal och anslagsförknappning, och att driva igenom en representationsreform. Planerna sipprade ut och blev sommaren 1839 föremål för några uppmärksammade artiklar av den kände publicisten Johan Johansson i Freja. Denne, som själv var oppositionsman men ogillade det aristokratiska inslaget i Koalitionen, gjorde gällande, att syftet med den var att föremål Karl XIV Johan att abdikera till förmån för kronprins Oscar. Några bevis för den ambitionen finns inte, men Karl XIV Johans abdikation var ett allmänt liberalt önskemål. Det finns också en uppgift att kronprinsen skulle ha hållits informerad om koalitionen. Att man på allvar skulle ha räknat med en abdikation, förefaller dock osannolikt. Motsättningen mellan de radikala medelklassliberalerna och de av olika, ofta rent personliga skäl missnöjda aristokraterna kunde dock inte överbryggas. Sprengtporten ville till exempel behålla ståndsriksdagen, vilket de borgerliga oppositionsmännen inte kunde acceptera. Koalitionen kom därför att bryta samman redan innan riksdagen inleddes, även om namnet koalitionen ibland användes som beteckning på oppositionen under den pågående riksdagen. Under riksdagen kom dock oppositionens tyngdpunkt att ligga i de längre stånden, och varken Carl Henrik Anckarsvärd eller Carl Johan af Nordin kom att få några större framgångar som oppositionsledare.